# Logan (Utah)
Logan je správní město okresu Cache County ve státě Utah. K roku 2010 zde žilo 48 174 obyvatel. Nachází se zde universita Utah State University. Svůj název město dostalo podle řeky Logan River. Založen byl v roce 1859. Ve městě se nachází hlavní kampus Utah State University.